# Шведская Эстляндия
Шве́дская Эстля́ндия (швед. Svenska Estland) — шведская губерния, существовавшая с 1561 по 1721 год. Эта территория была завоёвана Россией в ходе Северной войны, итоги которой, включая территориальные изменения, зафиксированы Ништадтским мирным договором 1721 года.

## Становление
В XVI—XVII века шведская монархия достигла своего наивысшего могущества. Стремясь превратить Балтийское море во внутреннее «шведское озеро», в 1561 году шведская армия высадилась в Ревеле и взяла под контроль северную часть средневековой Ливонии; при этом шведами была занята примерно та же территория, которую в своё время подчинили датчане. Таким образом, в приблизительных границах Датской Эстонии (1219—1346) возникла Шведская Эстляндия (1561—1721). В 1581 году шведы захватили также материковую часть бывшего Эзель-Викского епископства (современный эстонский уезд Ляэнемаа).

## Изменения при шведском правлении
Шведы начали ущемлять в правах старинную остзейскую (немецкую) аристократию, сложившуюся в Эстонии со времён датского правления. Провинция должна была платить значительные подати, содержать шведские войска, строить дороги и укрепления. Постановление риксдага о редукции земель (1680) лишило владений многих местных дворян, которые не смогли подтвердить свои права документально.
Сферой, где шведское правление оказало благоприятное влияние на Эстонию, было образование. Были открыты первые гимназии в Риге, Ревеле, Дерпте. В 1632 году, на 4 года раньше Гарварда, был основан Дерптский (Тартуский) университет. В 1684 году при поддержке шведской королевской власти близ Дерпта была открыта учительская семинария, где преподавал Бенгт Готтфрид Форселиус. С конца XVII века получило распространение школьное обучение на эстонском языке, расширилось издание книг на эстонском.
В годы Великого голода (1695—1697) из-за неурожайных лет, население сократилось приблизительно на 70 000 человек. Крупнейшими из городов были Ревель, Дерпт, Нарва, Аренсбург, Пернау, Феллин.
До XVII века основой экономики Эстонии служила торговля. В силу выгодного территориального расположения через Таллин и Нарву проходили товары из Европы в Россию и обратно. Река Нарва обеспечивала связь с российскими городами Псковом, Новгородом, Москвой.
Основное число аристократов-землевладельцев в Эстонии составляли немцы и шведы. В 1671 году был принят закон, разрешающий возвращение бежавших крестьян, а также их запись в крепостных книгах. В средние века Эстония являлась крупным поставщиком зерна в северные страны. Только в XVII веке началась индустриализация добывающих отраслей и деревообработки. Обсуждение предполагаемой отмены крепостного права вызвало беспокойство крупных немецких землевладельцев.

## Население
Основное население Шведской Эстляндии составляли эсты (80%), населявшие преимущественно сельскую местность. Основу правящего класса в городах составляли большей частью балтийские немцы, в меньшей степени уже онемеченные ими датчане. Кроме того, за 160 лет шведского правления в прибрежных регионах северо-востока и на островах поселились шведы и отчасти финны. Численность балтийских шведов достигла своего пика в 12.000 в конце шведского правления (около 10% населения). После перехода этих земель в состав Российской империи германские меньшинства сохранили свои экономико-социальные привилегии, но из-за сокращения иммиграции, как затем и в Финляндии, начался медленный, но верный упадок их относительной доли.

## Падение
В начале XVIII века интересы России в Балтийском регионе столкнулись с интересами Швеции. В ходе Северной войны (1700—1721) Эстляндия и Лифляндия были завоёваны русской армией и в 1710 году капитулировали. Война завершилась в 1721 году подписанием Ништадтского мирного договора, закрепившего присоединение к России прибалтийских провинций.
Обычные для того времени грабежи и убийства были усилены царским приказом применения тактики «выжженой земли» и депортаций местного населения.
Примечательно, что после подписания Ништадского мирного договора Пётр I восстановил права немецкой аристократии, утерянные при шведском правлении, но положение эстонского крестьянства по-прежнему игнорировалось, хотя культурно-языковое давление на эстонцев со стороны немцев, датчан и шведов ослабло именно благодаря вмешательству российских властей.